# Janusz Kuum
Jaanus Kuum (Tallin, 2 de octubre de 1964-Oslo, 27 de agosto de 1998) fue un ciclista noruego, profesional desde el 1986 hasta el 1994.
Ciclista soviético, nacido en Estonia, adoptó la nacionalidad noruega en 1985. Una vez retirado, los problemas económicos lo llevaron al suicidio.

## Palmarés
- 1986
  -  Campeón de Noruega en contrarreloj
  - Vencedor de una etapa en el Tour de Texas
- 1988
  - Vencedor de una etapa en la Vuelta a los Valles Mineros

### Resultados en el Giro de Italia
- 1986. 82.º de la clasificación general

### Resultados en el Tour de Francia
- 1988. 24.º de la clasificación general
- 1989. Abandona (10.ª etapa)

### Resultados en la Vuelta a España
- 1989. 14º de la clasificación general